# Region Ali Sabieh
Region Ali Sabieh (arab. دائرة علي صابح, fr. Region d'Ali Sabieh) – jeden z 6 regionów w Dżibuti, znajdujący się w południowo-wschodniej części kraju. 